# Надёжин, Николай Николаевич
Николай Николаевич Надёжин (5 июня 1929, Псков — 2 октября 2005, Лисий Нос) — советский и российский архитектор, заслуженный архитектор Российской Федерации (1992). Работал в Санкт-Петербурге. Наиболее известные проекты — здания Гуманитарного университета профсоюзов, Музея политической истории России, «точка Надёжина». Его стиль при всей своей индивидуальности и своеобразности характеризуется «тактичностью» по отношению к окружающему культурно-историческому контексту, не повторяя, но продолжая его.

## Детство
Родился 5 июня 1929 года в Пскове в семье служащих, был вторым ребенком после старшей сестры.
Отец — Николай Васильевич Надёжин, родом из города Крестцы Новгородской губернии, сын почтового-телеграфного чиновника, получил образование в Ново-Ладожской гимназии. Мать — Анна Александровна Цвейгельт из семьи петербургских немцев-предпринимателей, закончила Полную женскую гимназию № 16. В 1920-е годы будущие супруги были вынуждены уехать из столицы в Псков, где и познакомились в творческом кружке, а в 1924 году поженились.
Николай рос болезненным ребенком. Воспитывался бабушкой по матери — Анной Васильевной Цвейгельт, поскольку родители работали. Научился бегло читать в 4 года. В Пскове пошел в школу. После начала войны отец ушел на фронт, где служил радио- и телеграфистом. Семья была эвакуирована в Казахстан, в село Боровое Кокчетавской области. Там от болезней умерла бабушка. Николай продолжил обучение в местной школе, где преподавали учёные, высланные в 1930-х годах из Ленинграда и Москвы. После войны семья возвратилась обратно в Псков, где дети закончили обучение.

## Профессиональное образование

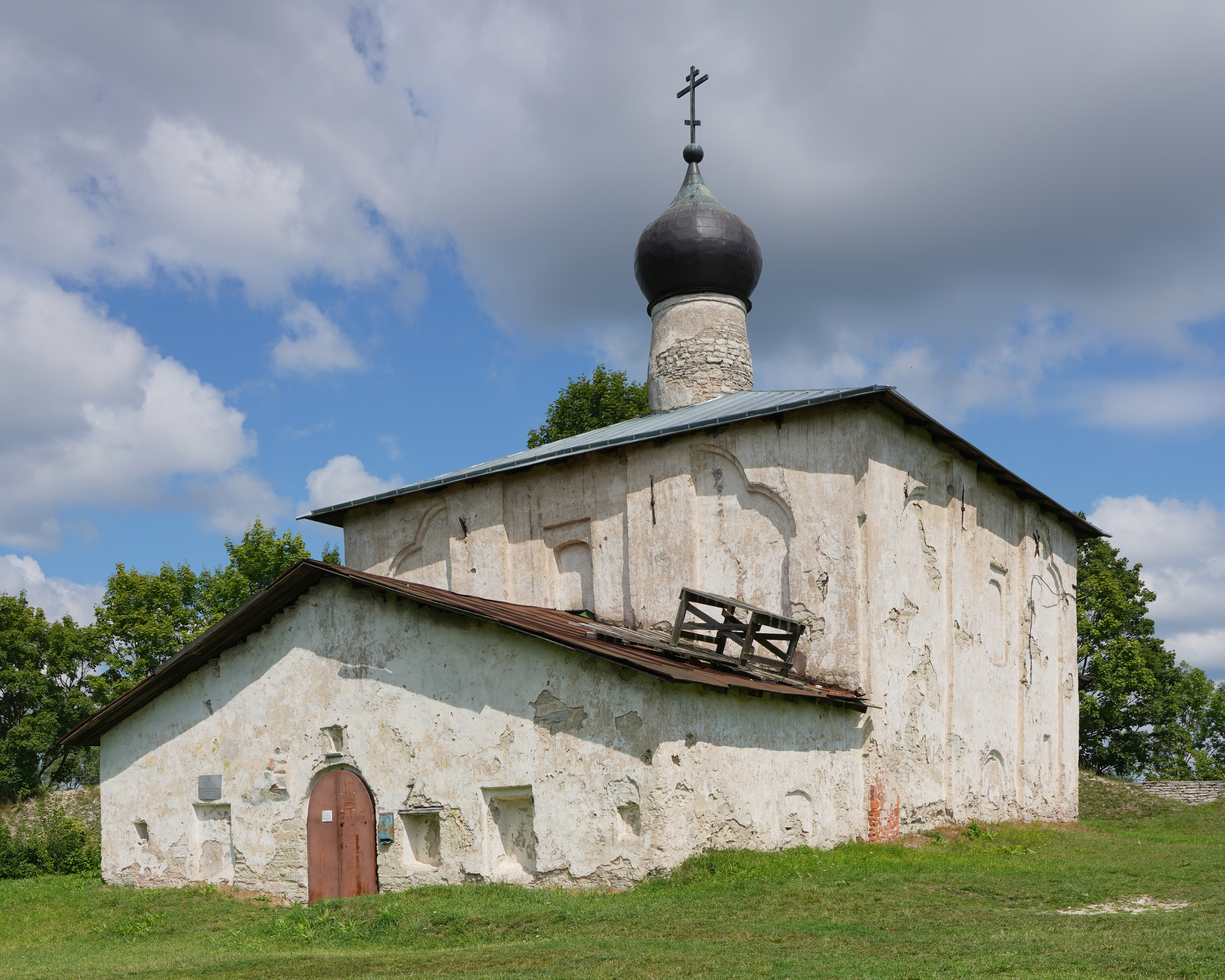
Церковь Козьмы и Дамиана с Гремячей горы, в восстановлении которой участвовал Надёжин.

В 1946 году поехал в Ленинград и попытался поступить в Кораблестроительный институт на радиофакультет (по «семейной традиции»), однако, не набрав баллов, возвратился домой.
В Пскове пошёл работать в реставрационную мастерскую к архитектору Ю. П. Спегальскому, где занимался обмерами разрушенных памятников древнего зодчества. Эта работа, а также активное общение с руководителем оказали значительное влияние на его мировоззрение и эстетические взгляды.
В 1947 году сдал вступительные экзамены на архитектурный факультет Ленинградского инженерно-строительного института, однако из-за низкого балла был вынужден пойти на факультет промышленного и гражданского строительства. После двух лет успешной учебы перешёл на второй курс архитектурного факультета, потеряв тем самым один год. Среди его учителей были А. А. Оль, А. С. Никольский, Б. В. Муравьев, Л. М. Хидекель, А. Н. Соколов, В. И. Пилявский, Н. Л. Подберезский, А. И. Князев, Н. Ф. Хомутецкий, К. И. Дергунов, В. А. Витман, Т. Б. Дубяго, Д. Г. Барышев, И. Г. Явейн.
В студенческие годы под руководством В. И. Пилявского написал работу «Восстановление памятников архитектуры древнего Пскова», которая была отмечена Министерством высшего образования СССР. Особое влияние на будущего архитектора во время обучения оказали А. А. Оль и художник Н. Л. Подберезский. В 1954 году защитил на «отлично» дипломный проект гостиницы на 600 мест в Ленинграде.

## Творческая деятельность
В 1954 году после успешного окончания ЛИСИ был в числе четырёх выпускников-отличников определён в проектный институт «Ленпроект» в мастерскую № 3 под руководством О. И. Гурьева. В этом же году вышло Постановление ЦК КПСС и Совета Министров «Об устранении излишеств в проектировании и строительстве», которое одномоментно завершило эпоху советского монументального классицизма.
Первой самостоятельной творческой работой Надёжина стало проектирование нового ленинградского филиала Музея Великой Октябрьской социалистической революции (ныне Музей политической истории России). В 1955 году под него были отданы два памятника модерна — особняки М. Ф. Кшесинской и В. Э. Бранта. Требовалось соединить два соседних здания в одно целое, приспособить помещения под экспозицию, построить новый корпус и вход-вестибюль, обустроить прилегающую территорию. Проект создан в 1955-57 годах, строительство под авторским надзором продолжалось с 1957 по 1959 год. Новое здание вестибюля было выполнено в неоклассическом стиле. Облицованное каменными плитами светло-серого цвета, оно органично соединило исторические памятники модерна, имеющие светло-бежевую кирпичную фактуру. Надёжин также лично создал чертежи интерьеров — вестибюля, парадной лестницы, полов, дверей, решеток и фонарей. Эта работа была высоко оценена коллегами, определила стиль исторической «тактичности» архитектора, став одной из важнейших в его творчестве.

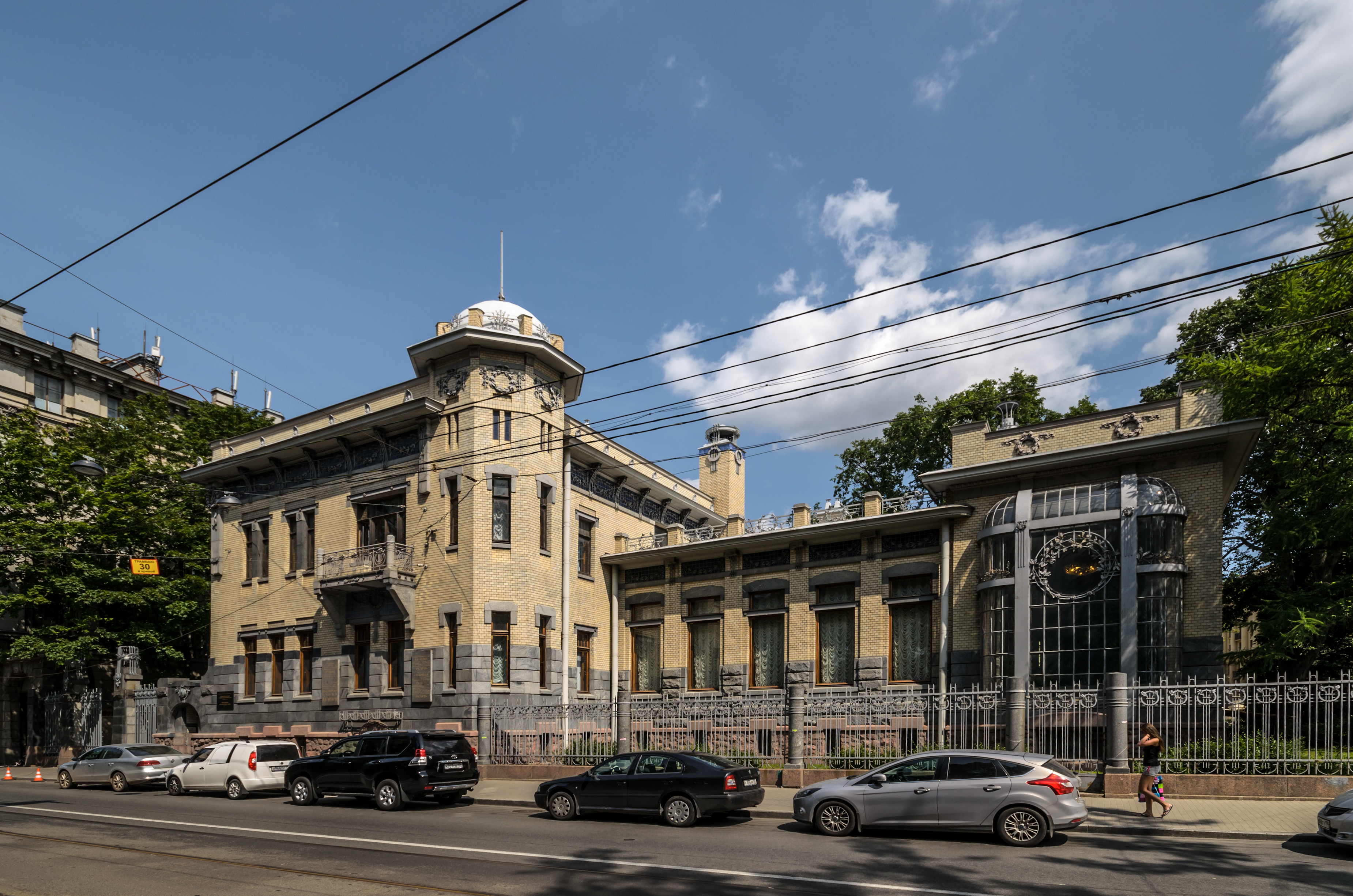
Особняк М. Ф. Кшесинской
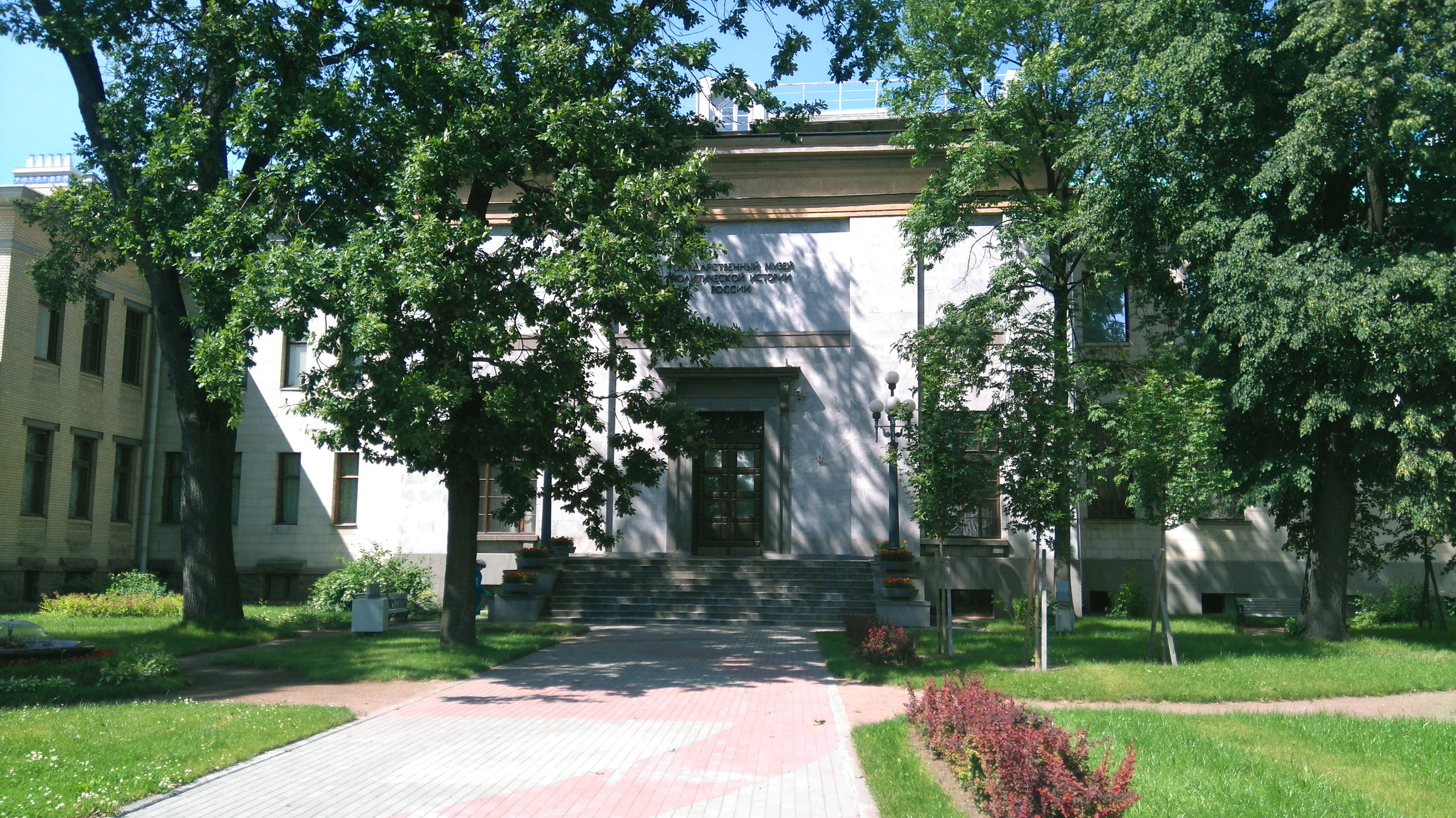
Центральный вестибюль (1957-59)
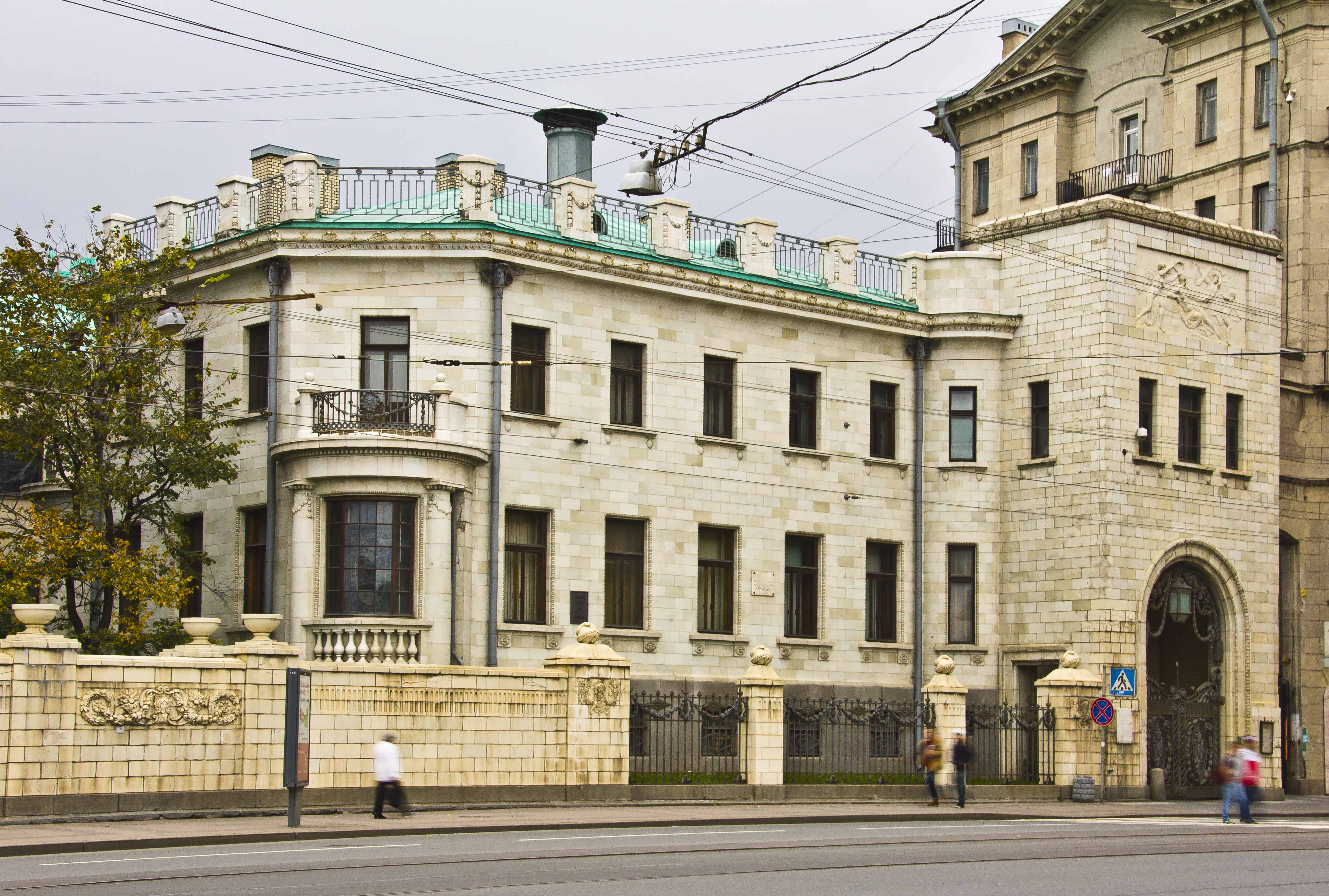
Особняк В. Э. Бранта

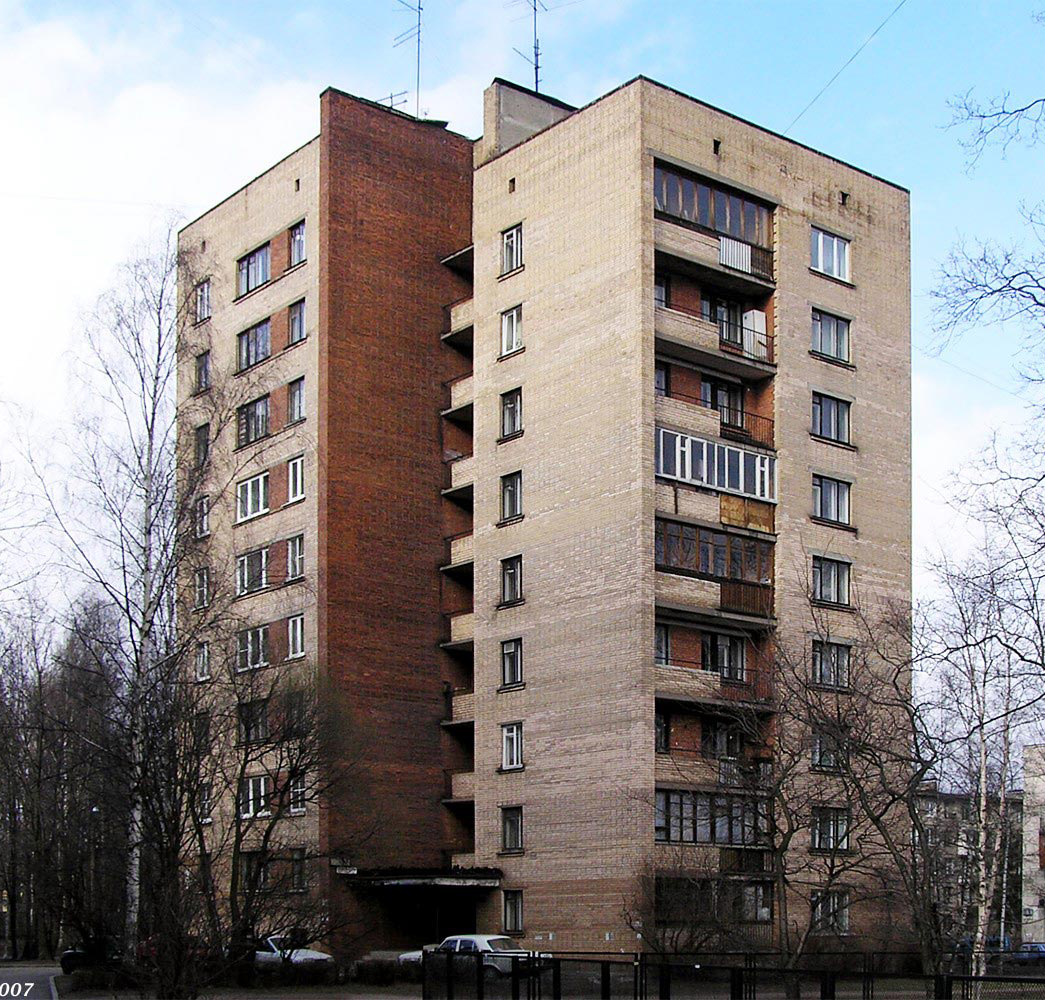
«Точка Надёжина»

С 1957 по 1961 год также спроектировал: открытый бассейн с вышкой и павильоном около стадиона «Петровский», жилой дом для преподавательского состава 1-го медицинского института на улице Льва Толстого, д. 12 (в соавторстве), здание проектного института «Ленаэропроект» на набережной Обводного канала, дом 122Б (в соавторстве).
В 1958 году победил во Всесоюзном конкурсе проектов кинотеатра на 2500 зрителей (соавторы О. И. Гурьев, З. И. Костко, Н. В. Максимов). На его основе был построен киноконцертный зал «Космос» в Свердловске (реализация в соавторстве с Г. И. Белянкиным, инженеры — В. В. Бурдакин, Н. В. Максимов). В 2003 году здание было значительно перестроено.
В 1961 году по заказу одного из первых в СССР ЖСК на Выборгской стороне Надёжиным под руководством В. М. Фромзеля был создан проект девятиэтажного кирпичного «точечного» здания на 45 квартир. Проект приобрел большую популярность, вскоре его утвердили как типовой (1-528КП-40) и реализовали во многих районах города. Дом-башня получил неофициальное название в честь автора — «точка Надёжина». Он был отмечен публикациями в престижных зарубежных изданиях L'Architecture d'aujourd'hui (Франция) и The Architectural Review (Великобритания) в 1964 и 1965 годах.  Молодой архитектор получил широкую известность.
В конце 1950-х и в начале 60-х годов занимался проектированием застройки проспекта Мориса Тореза, южной части Гражданского проспекта (совместно с Н. И. Клейманом и Н. И. Яккером), жилого дома на Торжковской улице 11.
Участвовал в различных архитектурных конкурсах, во многих из которых его проекты занимали призовые места. Среди таких призовых проектов, воплощённых в жизнь, были памятник Ленину в Павлодаре (1966, по проекту 1961 года) и киноконцертный зал в Свердловске.
В 1964 году под руководством Фромзеля Надёжин создал жилой дом кооператива «Моряк» в Конном переулке дом 1, по соседству с Соборной мечетью и зданием бывшего Института сигнализации и связи (памятник конструктивизма). При проектировании была целенаправленно уменьшена этажность здания (от первоначальных планов заказчика), создан специфический фасад и зелёное насаждение перед ним, благодаря чему дом оказался гармонично вписан в окружающую среду исторического центра. При этом квартиры здания имели улучшенную планировку.

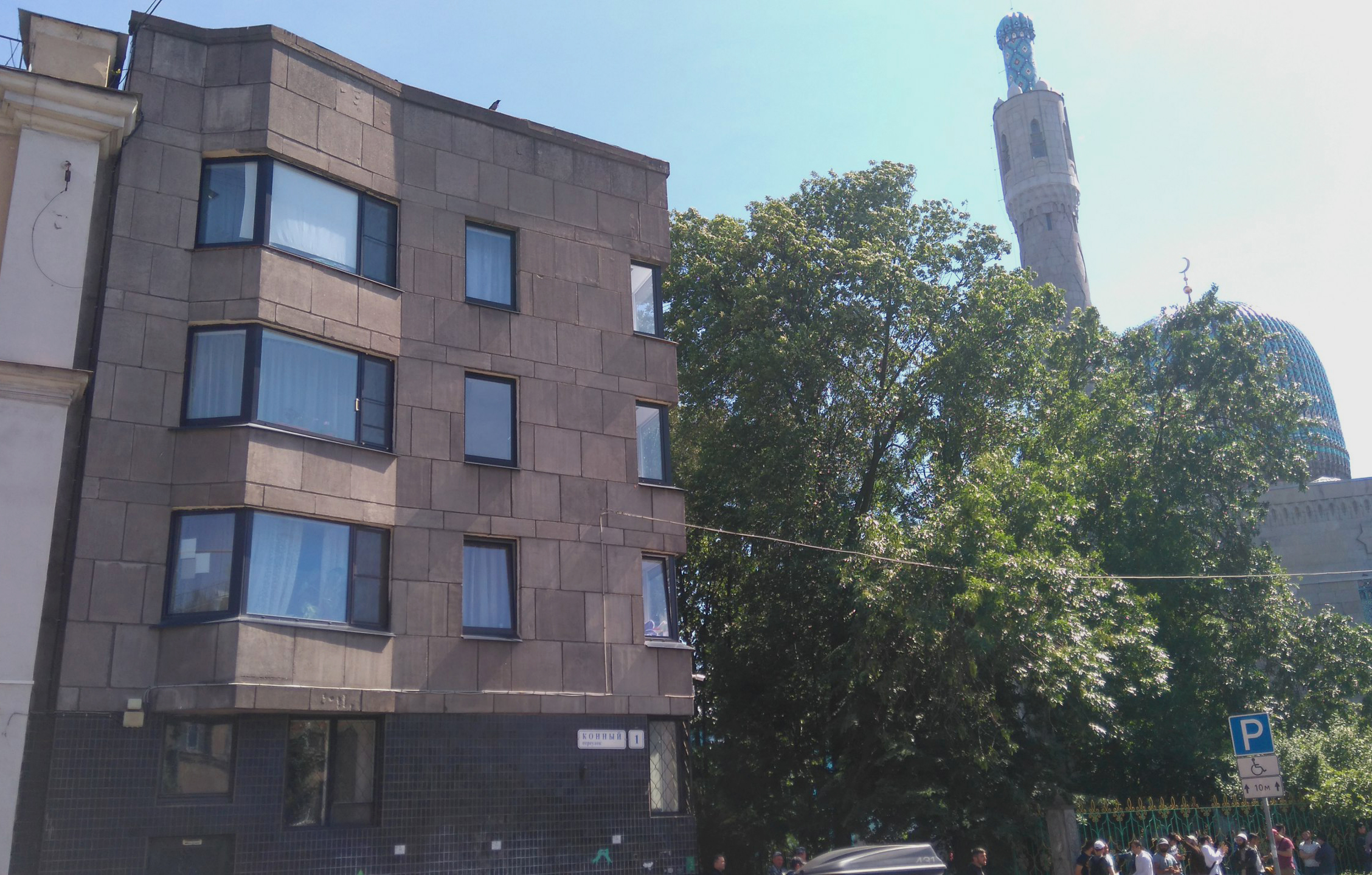
Жилой дом кооператива «Моряк» и Соборная мечеть
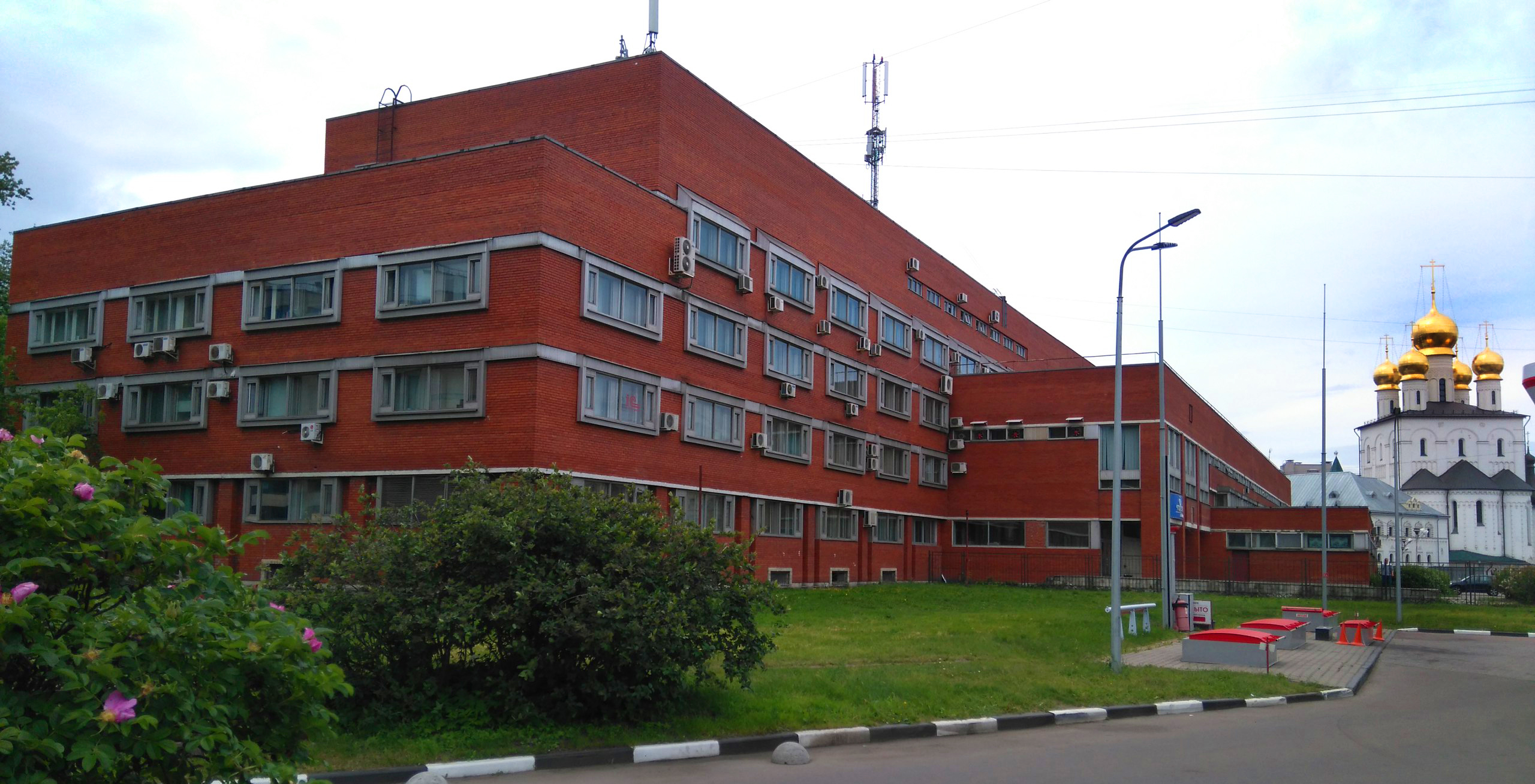
Агентство «Союзпечать» и Фёдоровский собор
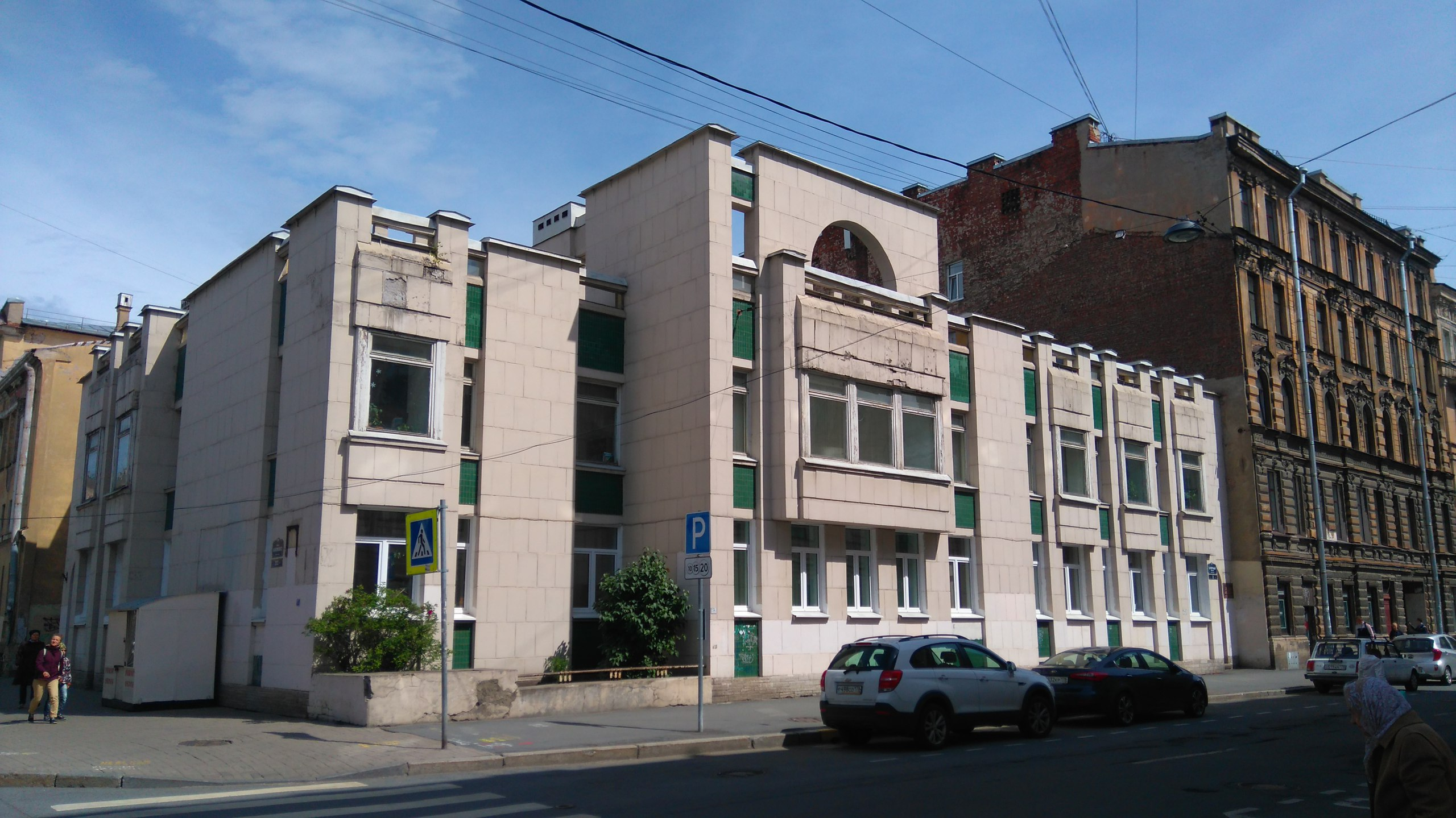
Детский сад в Сапёрном переулке, 2.

В 1963 году после реформирования Ленпроекта Надёжин перешёл работать в институт «ЛенЗНИИЭП» в мастерскую А. В. Шприца. В 1964 году начал работать и преподавать в ЛИСИ. В 1968 году Надёжин возвратился в «Ленпроект», где работал в должности главного архитектора вплоть до 1993 года.
С 1979 по 1981 год спроектировал здания агентства «Союзпечать» (совместно с Л. Д. Гутцайтом и А. В. Шприцем) на Миргородской улице дом 1В (рядом с полуразрушенным в те годы Фёдоровским собором). Здание было построено только в 1988-1989 годах и сформировало ансамбль новой площади. Эта работа также имела успех в профессиональной среде.
В 1978 году разработал проект здания детского сада по адресу Сапёрный переулок, дом 2 (соавтор Е. В. Капралова). Строительство завершилось в 1981 году. На очень ограниченном участке под застройку было создано весьма рациональное здание, отвечающее всем жестким требованиям по площадям и инсоляции. Примечательно, что кровля детского сада была эксплуатируемой — на ней располагалась игровая площадка. Объёмно-пространственные характеристики здания органично вписали новую постройку в историческую эклектичную городскую среду. При этом дом имел оригинальный фасад. Работа была высоко оценена коллегами. Исполняющий обязанности главного архитектора города В. В. Попов сравнил её с произведениями Ф. И. Лидваля. Проект был опубликован в ряде журналов, в том числе зарубежных.
В 1969—1972 годах Надёжин вместе с Е. Д. Лохановой, Д. В. Семёновой и Г. Г. Швец участвовал в проектировании и строительстве Высшей профсоюзной школы культуры ВЦСПС (сейчас Гуманитарный университет профсоюзов) на улице Фучика, 15. Это одна из главных работ архитектора. Новый комплекс занял целый квартал. В отличие от других работ Надёжина здание не подстраивалось под окружающую архитектурную среду, а определяло её.
Единый комплекс школы включил в себя учебный корпус на 2000 студентов, спортивные залы, библиотеку с верхним светом, актовый и концертный залы, столовую и, что примечательно, общежитие на 1000 человек. Его композиционный и пространственный центр — двор-«форум», объединяющий все аудитории вместе и служащий для общения, торжеств и митингов. Комплекс зданий из красного кирпича обладает единым оригинальным стилем, отсылающим к романским традициям, хотя и не содержащим «прямых цитат» классики или модерна. Надёжин при работе над проектом делает ссылки на произведения Ф. Л. Райта и Алвара Аалто, провозглашая отход от «скоротечной моды» и следование региональным архитектурным традициям, историческому наследию. Он уделил большое внимание органичному сочетанию функциональности и эстетичности. По замыслу Надёжина сама архитектурная среда школы должна стать обучающим материалом для культурного воспитания, а здание — не просто казенным учреждением, а местом для живого человеческого общения людей.
Строительство здания началось в 1974, а закончилось только в 1995 году. Работа велась под авторским надзором, в том числе отделка внутренних помещений, создание интерьеров.
В 1973—1974 годах занимался проектами застройки села Рождествено Ленинградской области, однако проект не был реализован. В конце 1960-х — начале 1970-х годов участвовал в создании различных типовых (в частности 1-528КП-41/42) и индивидуальных жилых домов для Ленинграда, типовых индустриальных элементов. В 1975 году сделал проект музыкальной школы для Красносельского района (соавтор Ю. П. Груздев, не реализованный).
В конце 1970-х — начале 1980-х годов проектировал ряд зданий для Военно-медицинской академии имени С. М. Кирова: клинический корпус (ныне снесён) между Финляндской железной дорогой и улицей Лебедева, 39 (совместно с арх. Ю. П. Груздевым, Е. В. Капраловой, А. В. Шприцем), вычислительный центр (совместно с арх. Ю. П. Груздевым, А. В. Шприцем), учебный корпус с общежитием на проспекте Карла Маркса, 17 (совместно с арх. Л. А. Гутцайтом и А. В. Шприцем). В 1982 году по его проекту был построен детский сад по адресу ул. Маяковского, д. 33.
В 1992 году получил звание заслуженного архитектора Российской Федерации.
В 1994 году ушёл из «ЛенНИИпроекта» в СПбГАСУ, где и до этого вел преподавательскую работу. Помимо основной деятельности преподавания, Николай Николаевич занимался большой общественной деятельностью: возглавлял в Союзе архитекторов комиссию по приему, был членом правления Союза архитекторов. Возглавил собственное архитектурное бюро. Занимался различными проектами индивидуального строительства. В 1993 году стал доцентом кафедры истории и теории архитектуры СПбГАСУ.
Скончался 2 октября 2005 года в результате повторного инфаркта миокарда. Похоронен на Лахтинском кладбище. В 2006 и 2009 году прошли ретроспективные выставки архитектурных и живописно-графических работ.

## Личная жизнь
В 1965 году Н. Н. Надёжин женился на своей коллеге — Ирине Григорьевне, которая работала вместе с ним в «ЛенЗНИИЭП». В 1967 году у них родился сын Олег, также ставший впоследствии архитектором.
Современники характеризовали Надёжина как человека тихого, простого, но честного и принципиального, за что тот пользовался уважением окружающих. Он был эрудитом и отличался энциклопедическими знаниями. Помимо основной деятельности и преподавания Николай Николаевич увлекался рисованием и живописью. В 1986 году он стал одним из основателей псковского землячества в Ленинграде, на собраниях которого обсуждались актуальные вопросы культурной жизни Пскова.